# Badiv, Bereg
Badiv (în ucraineană Бадів, maghiară Badótanya) este un sat în comuna Svoboda din raionul Bereg, regiunea Transcarpatia, Ucraina.

## Demografie
Componența lingvistică a localității Badiv
     Ucraineană (98,72%)
     Alte limbi (1,28%)
Conform recensământului din 2001, majoritatea populației localității Badiv era vorbitoare de ucraineană (98,72%), existând în minoritate și vorbitori de alte limbi.